# Alexander Szelig
Alexander Szelig, né le 6 février 1966 à Werdau, est un bobeur est-allemand puis allemand notamment champion olympique de bob à quatre en 1994.

## Carrière
Alexander Szelig participe à quatre éditions des Jeux olympiques d'hiver entre 1988 et 1998 et remporte une médaille. Aux Jeux olympiques de 1994 organisés à Lillehammer en Norvège, il est sacré champion olympique de bob à quatre avec Harald Czudaj, Karsten Brannasch et Olaf Hampel. Il gagne également trois médailles aux championnats du monde : l'argent en 1990 et le bronze en 1991 et en 1995 en bob à quatre.

## Palmarès

### Jeux Olympiques
- : médaillé d'or en bob à 4 aux JO 1994.

### Championnats monde
- : médaillé d'argent en bob à 4 aux championnats monde de 1990.
- : médaillé de bronze en bob à 4 aux championnats monde de 1991 et 1995.